# Kalsagado-Peulh
Ne doit pas être confondu avec Kalsagado-Mossi ou Kalsagado-Samba.
Kalsagado-Peulh est une localité située dans le département de Oula de la province du Yatenga dans la région Nord au Burkina Faso.

## Géographie
Kalsagado-Peulh se trouve à 14 km au sud-est de Oula, le chef-lieu du département, et à environ 28 km au sud-est du centre de Ouahigouya. Le village est à 6 km au sud-est de Ziga et à 10 km à l'est de la route nationale 2 reliant le centre au nord du pays.

## Santé et éducation
Le centre de soins le plus proche de Kalsagado-Peulh est le centre de santé et de promotion sociale (CSPS) de Ziga tandis que le centre hospitalier régional (CHR) se trouve à Ouahigouya.